# Петровское (Саракташский район)
Петровское — село в Саракташском районе Оренбургской области, административный центр  Петровского сельсовета. 

## География
Находится на расстоянии примерно 15 километров по прямой на северо-восток от поселка Саракташ.

## История
Село основано в 1802 году (по другим сведениям, в 1798 г.) помещиком П.А.Крашенинниковым, заселившим свои земли крестьянами Сызранского уезда. Названо по имени хозяина. Альтернативное название Крашенинниково. В 1866 году в Петровском насчитывалось 119 дворов, а население составляло 632 человека. Имелось: церковь, волостное правление, 11 кожевенных заводов, 2 мельницы, кирпичный завод, мыловаренный завод, 2 корьедробилки, лесопилка,2 маслозавода, поташный завод, 8 частных гончарных заводов, частные колбасные заводы и хлебопекарни.

## Население
Население составляло 1150 человек в 2002 году (русские 89%), 994 по переписи 2010 года.

## Достопримечательности
Петровский мост, построенный в 1916 году. Андреевские Шишки – живописные холмы в окрестностях села. Андреевские лиственницы, являющиеся часть лесопарка, заложенного в 1901 году.